# Guillaume Meynard
Pour les articles homonymes, voir Meynard.
Pas d'image ? Cliquez ici

a Compétitions nationales et continentales officielles uniquement.

b Matchs officiels uniquement.
Guillaume Meynard, né le 4 février 1977 à Bourgoin-Jallieu, est un ancien joueur de rugby français. En occupant le poste de talonneur, il a joué successivement au club de Pont de Beauvoisin (1994-1995), La Tour du Pin (1995-1997), CS Bourgoin-Jallieu (1997-2002), Lyon OU (2002-2006), FC Grenoble (2006-2010) et SO Voiron (2010).

## Biographie
Après des débuts tardifs (17 ans) au sein du club de Pont de Beauvoisin (série), puis du FC Tour du Pin, il rejoint le CSBJ en reichel pour la saison 1997-1998, où il atteint la finale du championnat de France (battu par le RC Toulon), puis les 1/2 finales l'année suivante.
Lors de la saison 1999-2000, il se blesse gravement à une jambe lors d'un match amical de pré-saison contre Aubenas avec les Espoirs du CSBJ. De retour sur les terrains, en janvier 2000, il est retenu en équipe de France Universitaire. Ses prestations sont remarquées par Michel Couturas, qui lui fait signer son premier contrat professionnel en 2000.
Lors de la saison 2000-2001, il découvre le TOP16 comme doublure de Jean-François Martin-Culet, et joue titulaire pour les matches de Challenge Européen. En 2001-2002, et malgré une fin de saison en boulet de canon (titulaire lors des phases finales de TOP14, au côté des Chabal, Nallet, Bonnaire ou autre Papé), il quitte le CSBJ comme beaucoup de joueurs lors de cette intersaison afin de rejoindre le club voisin du LOU, fraichement promu en ProD2.
Il restera 4 saisons au LOU, où il deviendra un élément clé de l'équipe construite par Jean-Henri Tubert, prenant même le capitanat lors de la fin de saison 2005-2006.
En 2006, Guillaume rejoint le FC Grenoble, fraichement remonté en ProD2, et dont il portera le brassard de capitaine. Lors de la saison 2009-2010, plusieurs pépins physiques, ainsi que la concurrence de jeunes talonneurs (Julien Campo, Thomas Bianchin) limitent ses apparitions chez les professionnels.
En 2010, il quitte le milieu professionnel à 33 ans, pour rejoindre le club du SO Voiron.
Il met fin à sa carrière en septembre 2010, sur blessure, alors qu'il évolue en Fédérale 2 sous les couleurs du SO Voiron.
Joueur dynamique malgré son gabarit, il était très réputé pour sa vaillance et son abattage défensif.
Sa disponibilité et sa gentillesse en dehors des terrains étaient particulièrement appréciées des supporters.
Depuis 2012, Guillaume Meynard est consultant dans l'émission Terre de rugby sur la chaîne téléGrenoble Isère.